# Google Edu Groups

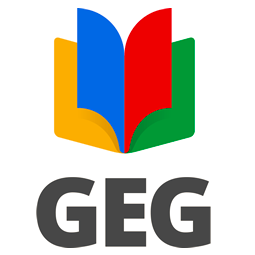
Google Edu Groups logo

Google Edu Groups (zkratka GEG) jsou komunity učitelů, kteří se zajímají o integraci Google služeb (vycházejících ze vzdělávací verze balíku aplikací G Suite, dříve známým pod názvem Google Apps for Education, pro firmy pod názvem Google Apps for Work) a dalších technologií do výuky, sledují nové trendy v oblasti vzdělávání a snaží se je předávat dalším učitelům a široké veřejnosti ve formě online a offline setkávání.

## Struktura
GEG tvoří jednu ze čtyř skupin společenství lidí pod názvem Google User Groups (GUG), nezávislé na společnosti Google, se zájmem o Google technologie, pořádající setkávání, přednášky, workshopy a další akce. Zbylými třemi skupinami GUG jsou Google Developer Groups (GDG), Google Business Groups (GBG) a Google eXperience Groups (GXG).
GEG a ostatní skupiny GUG mají své národní komunity, v České republice je to skupina Google Edu Groups ČR.
Česká GEG kominuta zahrnuje, vedle hlavní GEG ČR skupiny, další, zejména regionální podskupiny, konkrétně: GEG Sušice, GEG Praha, GEG Strakonice, GEG FM, GEG My jsme Ludgeřovice, GEG Plzeň, GEG Božena, GEG Učte s námi, GEG Děčín, GEG Novojičínsko, GEG Brno, GEG Ostrava, GEG Opavsko.

## Činnost
GEG ČR každoročně pořádá největší konferenci o technologiích Google ve vzdělávání v České republice pod názvem GEGFest, zahrnující přednášky z různých oblastí technologií, vzdělávání a moderních trendů a workshopy učitelů z praxe, sdílejících své zkušenosti a dovednosti s účastníky konference, kteří mají možnost seznámit se blíže s konkrétním využitím daných technologií ve výuce.
Vedle GEGFestu pořádají GEG komunity další akce, pomocí nichž pomáhají se zapojením technologií do výuky. Zároveň s přinášením nových vzdělávacích trendů se snaží o její zatraktivnění. Účastníci GEG setkání z řad učitelů pak mohou učit své žáky efektivně využívat technologie pro svůj osobní rozvoj a nikoliv pouze pro zábavu.
Kromě pořádání regionálních seminářů a webinářů sdílí členové GEG skupin své zkušenosti online, v rámci sociálních sítí, především ve svých webových stránkách a komunitách sociální sítě Google+. 
Mezi nejaktivnější online GEG skupiny patří komunita GEG Učte s námi, která mimo jiné úzce spolupracuje s Metodickým portálem RVP.cz.
GEG je otevřená komunita, do které se může zapojit každý, ať je ředitelem, školním administrátorem, učitelem, studentem, nebo se jen zajímá o využití Google produktů, které pomáhají lidem se vzdělávat.